# Джелил Байрами
Джелил Байрами (на албански: Xhelil Bajrami; на македонска литературна норма: Џелил Бајрами) е политик от Северна Македония.

## Биография
Роден е на 21 август 1973 година в град Тетово. През 1998 година завършва Тиранския университет със специалност история и география. От 2002 е учител в гимназията „Панче Поповски“ в Гостивар. Между 2003 и 2006 е председател на организацията Нова Албанска генерация за Македония, чието седалище се намира в Ню Йорк. От 2005 става председател на младежката организация на Партията за демократичен просперитет. Септември същата година става неин заместник-председател. От март 2006 е член на Централния комитет на партията. Става министър на културата през 2007 година.